# Consumentenautoriteit
De Consumentenautoriteit (niet te verwarren met de Consumentenbond) was een zelfstandig bestuursorgaan in Nederland dat onder het ministerie van Economische Zaken viel. Zij behandelde collectieve consumentenklachten over inbreuk op het consumentenrecht. De Wet handhaving consumentenbescherming van 20 november 2006 trad op 1 januari 2008 in werking. Eerder had de Nederlandse regering besloten tot oprichting van de Consumentenautoriteit op 1 januari 2007. De Consumentenautoriteit (CA) was net als de OPTA en de NMa een publieke toezichthouder. Door het aannemen van de Wet Handhaving Consumentenbescherming werd de Europese richtlijn betreffende consumentenrecht in nationale wetgeving omgezet. De Consumentenautoriteit functioneerde tussen 1 januari 2007 en 1 april 2013. Op die laatste datum fuseerde de CA met de NMa en de OPTA tot de Autoriteit Consument en Markt (ACM).

## ConsuWijzer
Behalve toezicht en handhaving was voorlichting aan consumenten een belangrijke taak van de Consumentenautoriteit. Consumenten konden met vragen en klachten terecht bij ConsuWijzer, het gezamenlijke loket van de Consumentenautoriteit, de NMa en OPTA. ConsuWijzer is na de fusie met NMa en OPTA blijven bestaan en is nu het consumentenloket van ACM.